# Angolska ženska košarkaška reprezentacija
Angolska ženska košarkaška reprezentacija predstavlja državu Angolu u međunarodnoj ženskoj košarci. Osvojila je zlato na afričkom prvenstvu 1983. i 2011. i broncu na istom natjecanju 2007.

## Nastupi na velikim natjecanjima

### Olimpijske igre
- 1976.:
- 1980.:
- 1984.:
- 1988.:
- 1992.:
- 1996.:
- 2000.:
- 2004.:
- 2008.:
- 2012.:

### Svjetska prvenstva
- 1953.:
- 1957.:
- 1959.:
- 1964.:
- 1967.:
- 1971.:
- 1975.:
- 1979.:
- 1983.:
- 1986.:
- 1990.:
- 1994.:
- 1998.:
- 2002.:
- 2006.:
- 2010.:
- 2014.:

### Panameričke igre
- 1951.:
- 1955.:
- 1959.:
- 1963.:
- 1967.:
- 1971.:
- 1975.:
- 1979.:
- 1983.:
- 1987.:
- 1991.:
- 1995.:
- 1999.:
- 2003.:
- 2007.:
- 2011.:
- 2015.:
- 2019.:

### Američka prvenstva
Prvenstvo FIBA Amerika.
- 1989.:
- 1993.:
- 1995.:
- 1997.:
- 1999.:
- 2001.:
- 2003.:
- 2005.:
- 2007.:
- 2009.:
- 2011.:
- 2013.: